# Fleuve Rouge
Pour les articles homonymes, voir Yuan (homonymie).
Le fleuve Rouge (en vietnamien Sông Hồng ou Hồng Hà ; en mandarin 红河, hóng hé), aussi appelé Yuan Jiang (元江, pinyin yuán jiāng), ce qui signifie « rivière originelle », est un fleuve reliant, en ligne pratiquement droite, le Yunnan (Chine), où il prend sa source, au golfe du Tonkin en mer de Chine méridionale après être passé au Viêtnam où il arrose la capitale Hanoï puis vient former le delta du fleuve Rouge. Domestiqué par des digues, des canaux et autres ouvrages, pour se prémunir contre les crues que ses grandes variations saisonnières peuvent provoquer, et pour utiliser son eau pour la riziculture, il est également une importante voie d'eau.

## Géographie
Le fleuve prend sa source dans le Yunnan à une altitude de 1776 mètres dans les montagnes au sud de Dali. Son cours a une orientation générale sud-est. Long d'environ 1 149 km, il traverse les régions peuplées par la minorité Dai, avant de quitter la Chine dans la préfecture autonome du Honghe (Yunnan). Il entre au Viêtnam dans la province de Lào Cai et longe la frontière avec la Chine sur une distance d'environ 80 km. Le fleuve se trouve à une altitude de 73 mètres à Lao Cai. Il est rejoint par ses deux principaux affluents, la rivière Noire en rive droite et la rivière Claire en rive gauche, près de Việt Trì. En aval de Việt Trì, le fleuve Rouge et ses nombreux tributaires se subdivisent en de nombreux défluents dans une vaste plaine formée d'alluvions charriés par le fleuve Rouge et ses nombreux tributaires. Cette vaste plaine forme un delta d'une superficie d'environ 15 000 km2. Un réseau de digues y protège les terres environnantes des inondations du fleuve, celui-ci coulant dans un lit  surélevé par rapport à la plaine alentour. Il arrose la capitale, Hanoï, et se jette dans le golfe du Tonkin.
Le bassin versant a une superficie de 143 700 km2 dont environ 80 000 km2 situés au Viêtnam. 
Avec ses affluents, il assure l’irrigation indispensable à la culture du riz. La moitié des terres du delta se trouvent en dessous de deux mètres d’altitude et, donc, directement menacées par la montée du niveau de la mer. Le delta représente plus d’un quart du PIB national et 20 % de la production nationale de riz.
Le fleuve doit son nom à la couleur brun rougeâtre de ses eaux fortement limoneuses. Le fleuve déverse en une année à son embouchure en moyenne environ 100 millions de tonnes/an, soit près de 1,5 kg/m³ d'eau. 

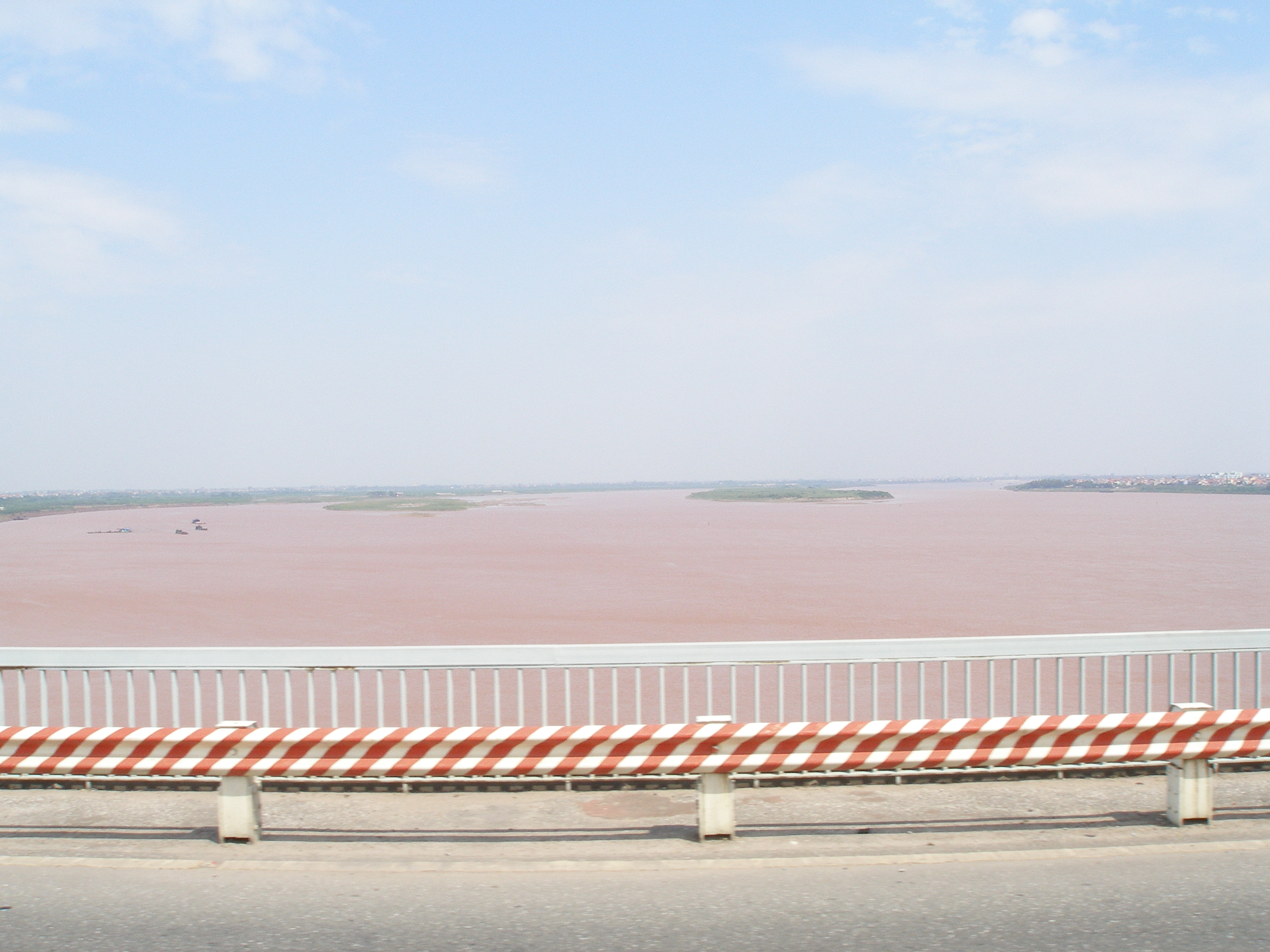
Les eaux de couleur brun rougeâtre du fleuve Rouge à Hanoï.

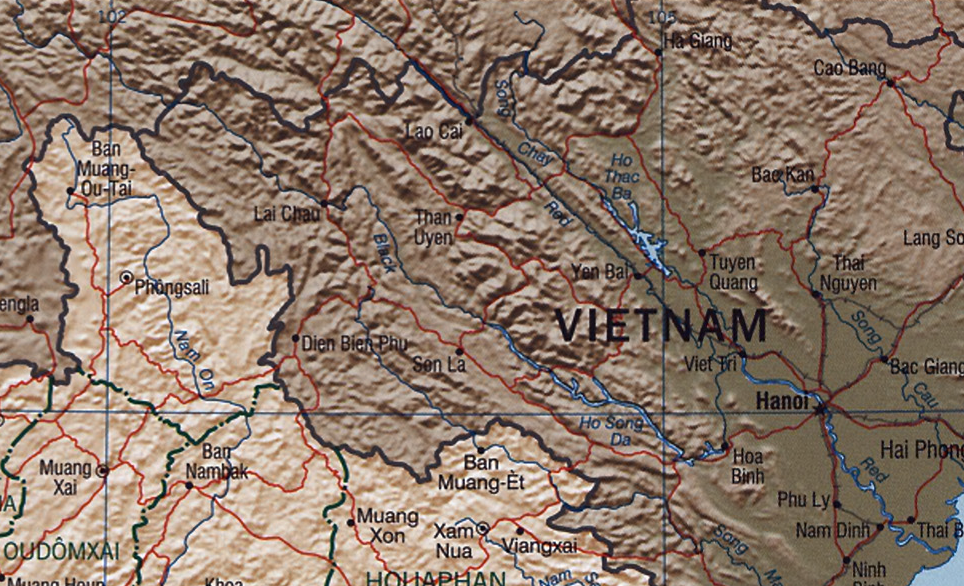
Carte du fleuve.

### Hydrologie
Le fleuve Rouge est connu pour ses violentes crues. Le débit du fleuve connait en effet d'importantes fluctuations saisonnières. Le débit peut chuter à 430 m3/s pendant la saison sèche mais atteindre 30 000 m3/s au moment de la mousson.

## Histoire
Le fleuve Rouge est l'axe essentiel du Tonkin et une artère commerciale vers la Chine, de l'océan vers le Yunnan. Dans la région, de toutes les puissances coloniales, ce sont les Français qui s'imposent à la fin du XIXe siècle. Le trafiquant d'armes Jean Dupuis l'utilisa par exemple pour commercer avec la Chine. Mais le fleuve était en pratique contrôlé par les Pavillons noirs, et les Français voulaient les chasser. Cette tentative de contrôle du fleuve en partie fut à l'origine de la guerre franco-chinoise entre 1881 et 1885, puisque, violant le traité de 1874 entre l'empereur Tự Đức et les Français, les Vietnamiens protestèrent avec l'appui des Chinois contre cette incursion coloniale au Tonkin. Le résultat fut que la totalité du Vietnam passa de tributaire de la Chine à colonie française en 1887.
Le pont Long Biên (le vieux pont Paul-Doumer) étire encore sa carcasse métallique au-dessus du fleuve Rouge à Hanoï. Il a été gravement endommagé par les bombardements américains de 1954 à 1972. Reconstruit tant bien que mal, il a toutefois été doublé, quelque 650 m plus en aval, par le pont Thăng Long, un ouvrage commencé par les Chinois et achevé par les Soviétiques.

### 

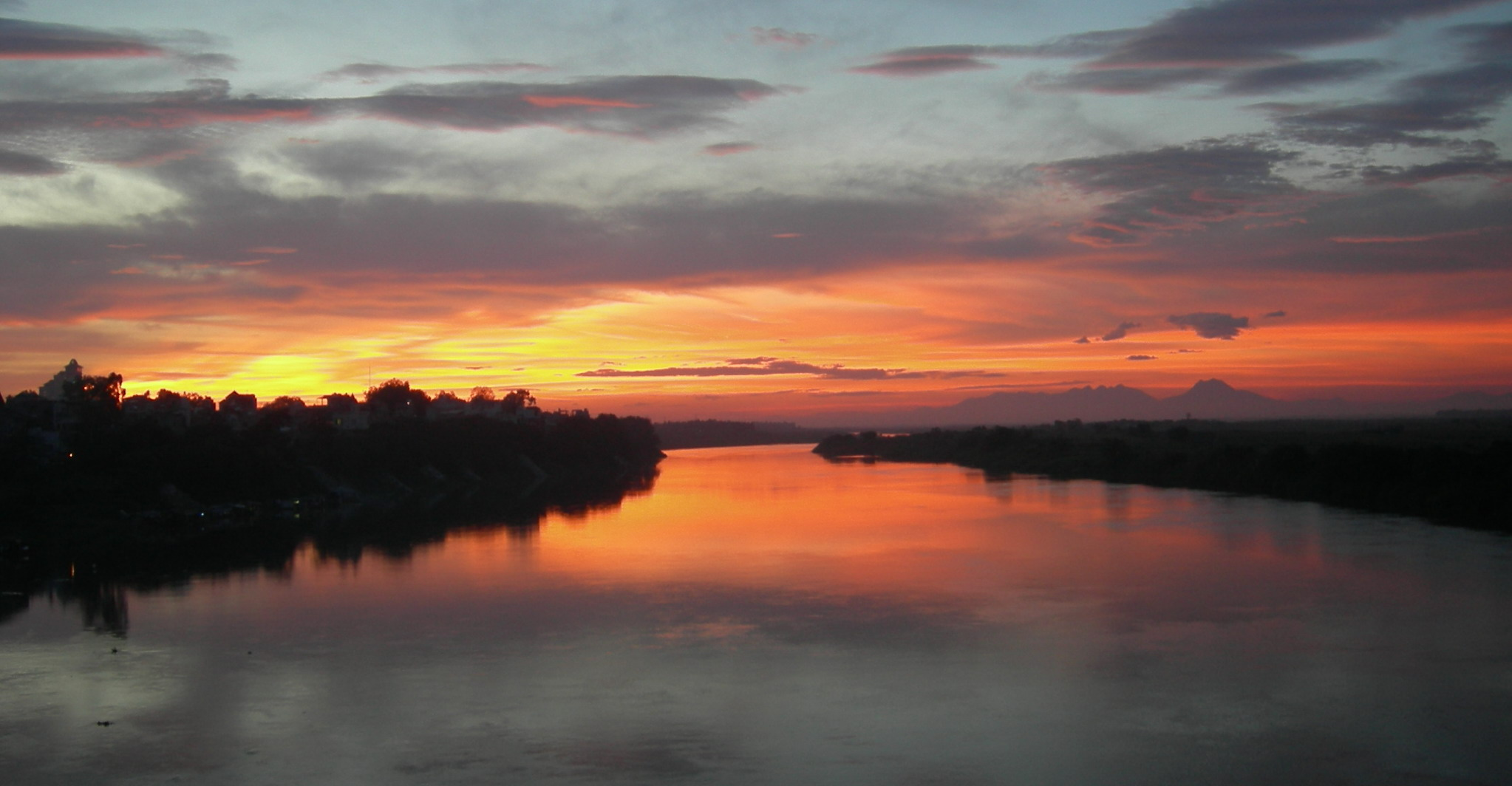
Au niveau de Hanoï.

## Villes traversées

### Chine
- Honghe (Yunnan)
- Nansha (Yunnan)

### Vietnam
- Lào Cai
- Yên Bái
- Vĩnh Phúc
- Phú Thọ
- Hanoï
- Hưng Yên
- Hà Nam
- Nam Định
- Thái Bình

## Gouvernance et projets
Face aux besoins croissants de la population, le gouvernement du Viêt Nam a souhaité développer une gestion intégrée des ressources en eau, notamment sur le bassin du fleuve Rouge. La loi sur les Ressources en eau a été adoptée en 1998, puis un conseil interministériel a été créé en 2000 et trois Organisations de bassin, dont celle du fleuve Rouge, ont vu le jour en 2001, avant que le ministère des Ressources naturelles et de l’Environnement ne soit mis en place en 2002. Les compagnies publiques ont été privatisées et la contribution des usagers a augmenté, en particulier à travers la tarification de l’eau.
L'Agence française de développement a contribué à deux projets visant à partager et mieux distribuer les eaux du fleuve Rouge :
- « Bassin du fleuve Rouge » : restauration ou agrandissement de digues, remparts contre les inondations, en particulier en amont du sous-bassin de Thai Binh. Réhabilitation et modernisation de stations de pompage et autres infrastructures destinées à l’irrigation ou au drainage ;
- « Casier de Bac Hung Hai » : amélioration de l’irrigation de la région concernée, avec la construction de huit nouvelles stations de pompage et la réhabilitation de deux autres déjà existantes.

Les autorités vietnamiennes ont été conseillées et accompagnées dans la mise en place d’une agence de bassin pour le fleuve Rouge.